# Paul Graebner
Karl Otto Robert Peter Paul Graebner (o Paul Graebner) (Aplerbeck (actual Dortmund), 29 de junio de 1871– 1933) fue un botánico alemán. Desarrolló actividades académicas como asistente en 1895, y en 1904 fue curador en el jardín botánico Botanischer Garten und Botanisches Museum Berlín-Dahlem, y en 1910 profesor. Contribuyó en gran medida durante la construcción del nuevo jardín botánico de Berlín-Dahlem. Fue florista y fitogeógrafo.
Publicó, conjuntamente con Paul Ascherson (1834-1913) el texto Synopsis der mitteleuropäischen Flora (Leipzig, 1896-1910).
Publicó como coautor, el primer libro sobre Ecología, pero sin ninguna autorización del verdadero y único autor el dinamarqués Eugen Warming. Ocupó la cátedra de Botánica en la Universidad de Berlín
- La abreviatura «Graebn.» se emplea para indicar a Paul Graebner como autoridad en la descripción y clasificación científica de los vegetales.[1]

## Publicaciones
- Synopsis der mitteleuropaischen Flora (with Paul Ascherson), from 1896 - Synopsis de la flora de Europa Central.
- Typhaceae u. Sparganiaceae, 1900 - Typhaceae y Sparganiaceae.
- Lehrbuch der ökologischen pflanzengeographie (with Eugen Warming 1841–1924), 1902 - Textbook of ecológica phytogeography.
- Heide und moor, 1909 - Heath and moor.
- Lehrbuch der allgemeinen Pflanzengeographie, nach entwicklungsgeschichtlichen und physiologisch-ökologischen Gesichtspunkten, 1929 - Textbook of general phytogeography, through developmental and physiologic-ecological aspects.[2]